# 경서 (가수)
경서(본명: 이경서, 1999년 4월 4일~)는 대한민국의 가수이다. 오디션 프로그램 보컬플레이의 시즌 2 캠퍼스 뮤직 올림피아드에서 준우승을 하였다. 이후 양정승 작곡가가 프로듀서로 있는 꿈의 엔진과 정식 계약을 맺고 <밤하늘의 별을(2020)>으로 정식 데뷔하였다.

## 생애
- 2016년 고등학생 시절 SBS 《판타스틱 듀오》에 '대영고 슛돌이'로 출연. 김종국과 함께 〈편지〉를 불렀다.
- 2019년 채널A의 보컬플레이 시즌2인 《보컬플레이: 캠퍼스 뮤직 올림피아드》에 출연하여 준우승을 했다.
- 2020년 11월 14일 양정승의 〈밤하늘의 별을…〉을 리메이크한 〈밤하늘의 별을(2020)〉을 발표하며 데뷔했다. 이 곡은 작사·작곡가 강봄과, 원작자이자 프로듀서인 양정승이 원곡을 재해석해서 만들었다. 양정승은 "청량하지만 호소력 짙은 보컬을 지닌 경서를 통해 '밤하늘의 별을'이 10년 만에 완성되었다."며 극찬을 했다.
- 2021년 2월 21일 KBS 1TV 《열린음악회》에서 처음으로 〈밤하늘의 별을(2020)〉의 라이브 무대를 선보였다.

## 학력
- 대영고등학교 (졸업)
- 아현산업정보학교 실용음악과 (졸업)
- 서울예술대학교 실용음악과 (졸업)

## 음반 목록

### 미니 음반
- ONGOING (2023년 5월 26일)
- Knock (2024년 7월 14일)

### 싱글 음반
- 밤하늘의 별을(2020) (원곡 : 양정승) (2020년 11월 14일)
- 넌 내꺼야 (2021년 6월 20일)
- 나의X에게 (2022년 4월 19일)
- 고백연습 (2022년 10월 31일)
- 어디든 가자 (2023년 7월 16일)
- 내 마음이 너에게 닿기를 (2023년 12월 10일)
- Christmas time (2023년 12월 24일)
- 칵테일 사랑 (원곡 : 마로니에) (2024년 3월 31일)
- 시작 (원곡 : 박기영) (2024년 12월 19일)
- 그러니 내 옆에 (2025년 4월 6일)

### OST
- 사랑의 이해 OST part. 7 - Wonder Why (2023년 1월 25일)
- 딜리버리 맨 OST part. 2 - 너라는 꿈 (2023년 3월 9일)
- 킹더랜드 OST part. 9 - Everyday with you (2023년 7월 30일)
- 여행: 플리(playlist) OST part. 1 - 거절은 거절할 게 (2023년 10월 22일)
- 비밀은 없어 OST part. 4 - 소행성 (2024년 5월 22일)
- 우연일까? OST part. 6 - 불멍 (2024년 8월 6일)
- 테일즈런너 라스트 카오스 OST - 시간 너머를 달려 (2024년 11월 18일)
- 애니메이션 동그란 그녀와 소심한 그 남자 OST - Unmeisen de dakishimete (2024년 12월 16일)
- 허식당 OST part. 7 - 구름꽃 (2025년 4월 15일)
- 도라이버: 잃어버린 나사를 찾아서 OST - 지금 시작이야 (2025년 4월 21일)
- 바니와 오빠들 OST part. 7 - 우리의 바다 (2025년 5월 9일)

### 참여 음반
- 보컬플레이 : 캠퍼스 뮤직 올림피아드 (학교 대표 16강전) Part 1 나는 외로움 그대는 그리움 (원곡 : 박영미)

- 보컬플레이 : 캠퍼스 뮤직 올림피아드 (Semi Final) 흰수염고래 (원곡 : YB)

- 보컬플레이 : 캠퍼스 뮤직 올림피아드 (Final) 수고했어요(자작곡)

## TV 프로그램
- 2022년 SBS TV 골 때리는 그녀들 - FC 발라드림

## 수상
- 2022년 SBS 연예대상 올해의 티키타카상
- 2024년 써클차트 뮤직 어워즈 Busan is Good상